# Jean Lefebvre
Jean Lefebvre (Valenciennes, 3 ottobre 1919 – Marrakech, 9 luglio 2004) è stato un attore francese.

## Biografia
È noto per aver lavorato in molti film insieme al comico francese Louis de Funès, ma soprattutto per il ruolo di Fougasse nei primi 4 episodi della famosa serie de I gendarmi di Saint-Tropez. La sua ultima apparizione in televisione è stata nella sitcom Caméra Café, nell'episodio Ça va déchirer ce soir del 2003.

## Filmografia parziale

Jean Lefebvre (a sinistra) insieme a Louis de Funès e Guy Grosso nel film 6 gendarmi in fuga (1970), ultimo in cui indossò l'uniforme del gendarme Fougasse

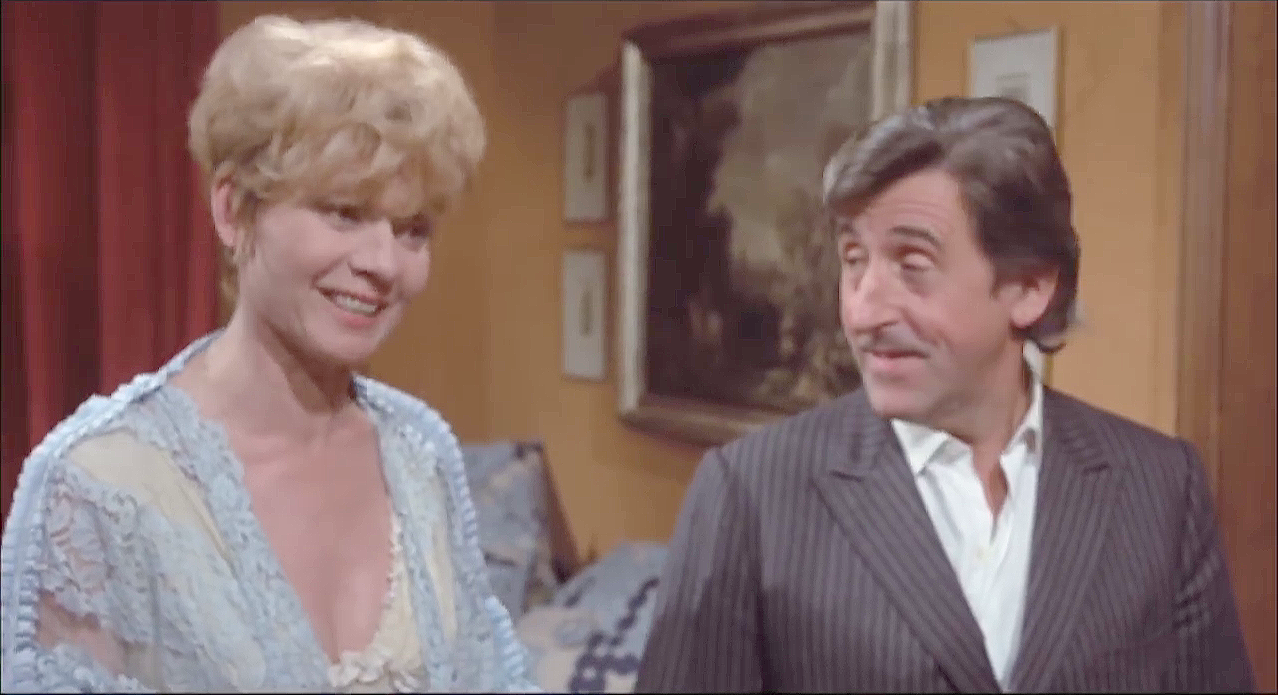
Jean Lefebvre (a destra) insieme a Annie Cordy nel film Commissariato di notturna (1974)

- I diabolici (Les Diaboliques), regia di Henri-Georges Clouzot (1955)
- I giganti (Gas-oil), regia di Gilles Grangier (1955)
- Gli anni che non ritornano (La Meilleure part), regia di Yves Allégret (1955)
- Piace a troppi (Et Dieu... créa la femme), regia di Roger Vadim (1956)
- Mademoiselle Pigalle (Cette sacrée gamine), regia di Michel Boisrond (1956)
- Spalle al muro (Le Dos au mur), regia di Édouard Molinaro (1958)
- Una strana domenica (Un Drôle de dimanche), regia di Marc Allégret (1958)
- Tabarin, regia di Richard Pottier (1958)
- Gigò (Gigot), regia di Gene Kelly (1962)
- Il re delle corse (Le Gentleman d'Epsom), regia di Gilles Grangier (1962)
- Pierino la peste (Bébert et l'omnibus), regia di Yves Robert (1963)
- Il baro (Les Grands Chemins), regia di Christian Marquand (1963)
- In famiglia si spara (Les Tontons flingueurs), regia di Georges Lautner (1963)
- Concerto per un assassino (La Mort d'un tueur), regia di Robert Hossein (1964)
- Intrigo a Parigi (Monsieur), regia di Jean-Paul Le Chanois (1964)
- Una ragazza a Saint-Tropez (Le Gendarme de Saint-Tropez), regia di Jean Girault (1964)
- Tre gendarmi a New York (Le Gendarme à New York), regia di Jean Girault (1965)
- Il ladro della Gioconda (On a volé la Joconde), regia di Michel Deville (1966)
- Un giovane, una giovane (Un garçon, une fille. Le dix-septième ciel), regia di Serge Korber (1966)
- Calma ragazze, oggi mi sposo (Le Gendarme se marie), regia di Jean Girault (1968)
- 6 gendarmi in fuga (Le Gendarme en balade), regia di Jean Girault (1970)
- Barbablù (Bluebeard), regia di Edward Dmytryk (1972)
- L'isola del tesoro (Treasure Island), regia di John Hough (1972)
- Come si distrugge la reputazione del più grande agente segreto del mondo (Le Magnifique), regia di Philippe de Broca (1973)
- Dov'è finita la 7ª compagnia? (Mais où est donc passée la 7ème compagnie), regia di Robert Lamoureux (1973)
- Commissariato di notturna, regia di Guido Leoni (1974)
- Tre eroi in fuga (On a retrouvé la 7ème compagnie !), regia di Robert Lamoureux (1975)
- Casanova & Company (Casanova & Co.), regia di Franz Antel (1977)
- La 7ème compagnie au clair de lune, regia di Robert Lamoureux (1977)
- Freddy, regia di Robert Thomas (1978)
- Ils sont fous ces sorciers, regia di Georges Lautner (1978)
- Plein les poches pour pas un rond, regia di Daniel Daert (1978)
- Le Temps des vacances, regia di Claude Vital (1979)
- Tendrement vache, regia di Serge Pénard (1979)
- Duos sur canapé, regia di Marc Camoletti (1979)
- Les Borsalini, regia di Michel Nerval (1980)
- Le Chêne d'Allouville, regia di Serge Pénard (1981)
- Prends ta Rolls et va pointer, regia di Richard Balducci (1981)
- N'oublie pas ton père au vestiaire..., regia di Richard Balducci (1982)
- On n'est pas sorti de l'auberge, regia di Max Pécas (1982)
- Le Braconnier de Dieu, regia di Jean-Pierre Darras (1983)
- Salut la puce, regia di Richard Balducci (1983)
- Le Gaffeur, regia di Serge Pénard (1985)
- La Folle Journée ou le Mariage de Figaro, regia di Roger Coggio (1989)
- À deux minutes près, regia di Éric Le Hung (1989)
- Domotica, regia di Magà Ettori (1990)
- Fifi Martingale, regia di Jacques Rozier (2001)

## Doppiatori italiani
- Oreste Lionello in Intrigo a Parigi, Il ladro della Gioconda, Calma ragazze, oggi mi sposo
- Ferruccio Amendola in Il re delle corse, Tre gendarmi a New York
- Renato Turi in Pierino la peste
- Nino Dal Fabbro in Una ragazza a Saint-Tropez
- Renato Mori in Dov'è finita la 7ª compagnia?